# 金正日勲章
金正日勲章(キム・ジョンイルくんしょう、朝鮮語:김정일 훈장)は、朝鮮民主主義人民共和国の勲章。北朝鮮の前指導者金正日に因むこの勲章は、金日成勲章と並んで同国最高位勲章に位置づけられる。

## 概要
金正日の70回目（公称）の誕生日を記念して（なお、金正日自身は2011年12月17日に死去している）、2012年2月3日に勲章創設が決定された。授与対象は個人・団体問わず、主体思想に貢献した者である。

## 仕様
勲章は縦67mm、横65mmの金色の星を主体とする。中心には微笑んでいる金正日の肖像が描かれ、周囲を金の稲穂が囲んでいる。金正日の上部には朝鮮労働党のエンブレムである鍬、筆、槌が入っている。

## 主な受章者・団体
- 崔永林 （2012年2月14日）[4]
- 張成沢 （2012年2月14日）[4]
- 朱奎昌 （2012年2月14日）[5]
- 金玉 （2012年2月14日）[6]
- 金敬姫 （2012年2月14日）[4]
- 金永南 （2012年2月14日）[4]
- 李洙墉 （2012年2月14日）[7]
- 李英浩 （2012年2月14日）[4]
- 玄永哲 （2012年2月）[8]
- 万寿台創作社 （2012年5月2日）[9]
- 金日成軍事総合大学 （2012年10月22日）[10]
- 徐萬述 [11]
- 朝鮮宇宙空間技術委員会 （2013年1月4日）[12]